# Csontos Tamás
Csontos Tamás (Nagyiván, 1925. június 16. – Karcag, 1989. július 17.) gazdálkodó, a Demokrata Néppárt országgyűlési képviselője.

## Élete

### Gyermek- és ifjúkora
A gazdálkodó Csontos Tamás és Szabó Gizella harmadik gyermeke. Két nővére volt. Római katolikus vallásban nevelkedett.
Az elemi iskola hat osztályát szülőfalujában, Nagyivánon járta ki, majd tanulmányait a debreceni kereskedelmi iskolában folytatta. 1944-ben érettségizett, majd hazament a családi gazdaságot vezetni.

### Politikai pályája
1946-ban lépett be a Demokrata Néppártba. Részt vett a párt Heves vármegyei megszervezésében. Az 1947. augusztus 31-i országgyűlési választásokon a Heves és Nógrád-Hont megyei választókerületben pótképviselő lett. Egy évre rá, 1948 augusztusában hívták be az Országgyűlésbe Kováts László helyére.

### A diktatúra idején
Mandátumának lejárta után bár visszavonult a politikától, sok zaklatás érte őt és családját. Az 1950-es évek elején kuláklistára került és kártalanítás nélkül megfosztották földjétől. Ezután 1959-ig napszámosként dolgozott. Majd 1959-ben a nagyiváni Béke Termelőszövetkezet könyvelői állását ajánlották fel neki. Ebben az időszakban a helyi római katolikus egyházközség képviselő-testületének tagja volt.

### A rendszerváltáskor
A  rendszerváltás forrongó hónapjait még megélhette, de pártja a Demokrata Néppárt (mostani nevén: Kereszténydemokrata Néppárt) hivatalos újjáalakulását már nem. 1989. július közepén hunyt el.

## Külső hivatkozások
- Az Országgyűlés almanachja 1947-1949, 78-79. o.
- Csontos Tamás szócikk. Kereszténydemokrácia Tudásbázis, Barankovics István Alapítvány Archiválva 2014. október 21-i dátummal a Wayback Machine-ben